# 영국 태평양 함대

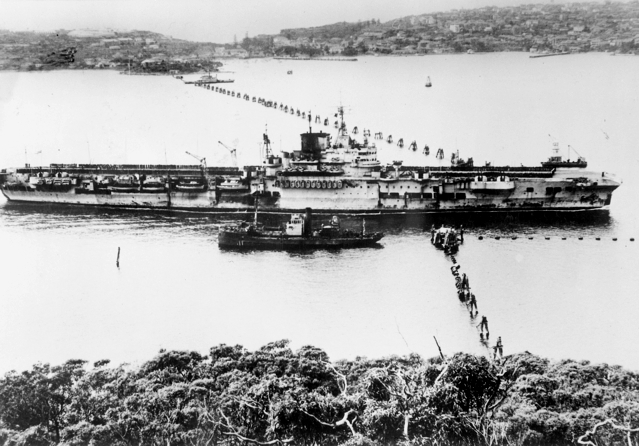

영국 태평양 함대(British Pacific Fleet (BPF))는 일본 제국에 맞서 제2차 세계 대전 당시 영국 왕립해군이 설립한 해군 함대이다. 함대는 영국을 비롯한 오스트레일리아, 뉴질랜드 등 영국 연방의 해군으로 구성되어 있었다. 1944년 11월 22일 공식적으로 설립되었으며, 본부는 오스트레일리아의 시드니에 있었고 전진 기지는 마누스섬이었다. 대일 승전 기념일 때 왕립 해군 주최 하에 가장 많은 함선이 모였을 때 함대의 규모는 전함 4척, 플릿캐리어 6척, 경항공모함 15척과 순양함 11척 그리고 수많은 군함 및 잠수함, 지원 및 수송선으로 이루어져 있었다.

## 배경
1942년 인도양 공습 이후 영국 해군은 1944년 5월 17일까지 남서 태평양 전역에 참전하지 못하고 있었다. 1944년 5월 17일은 자와섬의 수라바야라는 지역에 공습을 가한 작전인 트랜섬 작전이 수행된 때였다. 미국이 태평양 지역의 영국 식민지를 점령하고 영향력을 넓히자 영국 정부는 지역 내에서 영향력을 재확보하고 일본에 맞서 영국군을 주둔시키려는 목적으로 정치적·군사적으로 긴요한 것이 필요했다. 영국 정부는 홍콩이나 싱가포르와 같은 영국의 옛 식민지들을 영국군의 손으로 탈환하기로 결심했다.
영국 정부는 초기부터 영국 태평양 함대에 만장일치로 찬성하지는 않았다. 특히 윈스턴 처칠은 미국의 전투에서 소외되어 미미한 동반자가 되지 않기 위해 이러한 반대 의견에 항의했다. 그는 영국군의 주둔이 비환영적일 것이라며 미얀마와 영국령 말라야에 전투력을 집중시키려고 했다. 장교회의의 지지를 받고 있는 해군 계획장교들은 태평양 함대가 영국의 영향력을 확대시킬 수 있다고 보고 그들의 의견을 강력하게 밀어붙였다.
해군성은 1944년 초기 태평양 지역에서 영국군의 역할을 제안하였지만 미국 해군의 반응을 보고 낙담했다. 미국 해군 사령관이자 해군 작전 사령관인 어니스트 킹은, 그러한 역할을 수행하는 것을 꺼리고 수많은 방해 공작을 통해 영국 태평양 함대가 스스로 독립할 수 있도록 해야 한다고 주장했다. 1942년 오스트레일리아 정부는 일본군의 오스트레일리아 침략의 가능성에 직면하자 미국군의 주둔을 추구하고 있었다. 오스트레일리아는 태평양 전쟁에서 지대한 기여를 했으나 전략적으로 미국과 동등한 동반자가 될 수 없었다. 이는 영국군의 주둔이 불균형을 초래해 태평양 지역에서 미국의 영향력을 확대시킬 수 있다고 보는 견해를 대두시켰다.

## 같이 보기
- 동양 함대; 1941년 ~ 1944년
- 동인도 함대; 1944년
- 극동함대; 1952년 ~ 1971년